# Rex Burns
Pour les articles homonymes, voir Burns.
Rex Burns, né Raoul Stephen Schler le 13 juin 1935 à San Diego, en Californie, est un écrivain américain, auteur de roman policier.

## Biographie
Il obtient une licence de lettres à l'université Stanford, puis une maîtrise à l'université du Minnesota. De 1958 à 1961, il sert dans le corps des Marines où il atteint le grade de capitaine. De 1965 à 1968, il est professeur d'anglais à l'université du Missouri, puis à l'université du Colorado à Denver.
En 1975, il publie À la moulinette (The Alvarez Journal), premier roman d’une série consacrée au détective Gabe (Gabriel) Wager de la police de Denver. Gabe Wager est un Chicano en butte à ses collègues racistes et à ses compatriotes qui le considèrent comme un traître. Affecté à la brigade des stupéfiants, il tente démanteler un réseau de trafiquants. Pour Claude Mesplède, « la procédure menée par les flics des Stupéfiants pour inculper un trafiquant est décrite avec beaucoup de minutie. » et « cette chronique se lit presque comme un documentaire ». Pour ce roman, il obtient, en 1976, le prix Edgar-Allan-Poe du meilleur premier roman. 
Un deuxième titre de cette série est publié en français en 1980 La Grande Poisse (Angle of Attack), tandis que The Avenging Angel, publié en 1983, est adapté au cinéma en 1989 sous le titre Le Messager de la mort par J. Lee Thompson, avec Charles Bronson.
En 1987, Rex Burns commence une nouvelle série ayant pour héros Devlin Kirk, un ancien agent secret spécialisé dans l'espionnage industriel.

## Œuvre

### Romans

#### SérieGabe Wager
- The Alvarez Journal, 1975
  - À la moulinette, Super noire no 52, 1976
- The Farnsworth Score, 1977
- Speak for the Dead, 1978
- Angle of Attack, 1979
  - La Grande Poisse, Série noire no 1790, 1980
- The Avenging Angel, 1983
- Strip Search, 1984
- Ground Money, 1986
- The Killing Zone, 1988
- Endangered Species, 1993
- Blood Line, 1995
- The Leaning Land, 1997

#### SérieDevlin Kirk
- Suicide Season, 1987
- Parts Unknown, 1990
- Body Guard, 1991
- Body Slam, 1997

### Ouvrages non fictionnels
- Success in America: the yeoman dream and the industrial revolution, 1976
- Crime Classics: The Mystery Story from Poe to the Present, 1990 (coécrit avec Mary Rose Sullivan)

## Filmographie
- 1989 : Le Messager de la mort, film américain réalisé par J. Lee Thompson, adaptation de The Avenging Angel, avec Charles Bronson

## Sources
- Claude Mesplède (dir.), Dictionnaire des littératures policières, vol. 1 : A - I, Nantes, Joseph K, coll. « Temps noir », 2007, 1054 p. (ISBN 978-2-910686-44-4, OCLC 315873251), p. 329-330.
- Claude Mesplède, Les années "Série noire" bibliographie critique d'une collection policière, t. 4 : 1972-1982, Amiens, Encrage, coll. « Travaux » (no 25), 1995, 318 p. (ISBN 978-2-906389-63-2).
- Claude Mesplède et Jean-Jacques Schleret, SN, voyage au bout de la Noire : inventaire de 732 auteurs et de leurs œuvres publiés en séries Noire et Blème : suivi d'une filmographie complète, Paris, Futuropolis, 1982, 476 p. (OCLC 11972030), p. 54-55.